# 仕隆
仕隆是台灣高雄市橋頭區內的一個地區，行政上劃屬仕隆里、仕豐里與仕和里所管，與東北方的橋仔頭相連。

## 歷史
本地區是鄭氏政權開墾地之一，在一些文書上記錄為「礁巴師戎」（有多種寫法），可能即是荷蘭時代所記錄的Tapasoejongh。就發展順序而言，橋仔頭是仕隆在清朝統治時期向東北方擴展出來的市街。鄭成功六子，鄭寬避禍遷居於此地。
仕隆是1920年所設的楠梓庄下的一個大字行政區，在1939年的統計中，有常住人口1,989人。

## 景點
- 樹靈碑